# ペリクレス
ペリクレス（ペリクレース、古希: Περικλῆς、古代ギリシア語ラテン翻字: Periklē̃s、紀元前495年？ - 紀元前429年）は、古代アテナイの政治家・将官であり、アテナイの最盛期を築き上げた重鎮として有名である。また、彼と愛人アスパシアとの間に生まれた庶子で、後に軍人になった小ペリクレスと区別して大ペリクレスとも呼ばれる。

## 生涯
ペリクレスは紀元前495年頃にアテナイで生まれた。父は紀元前479年のミュカレの戦いの指揮官クサンティッポス、母はクレイステネスの姪であり、アナクサゴラスの弟子でもあった。
紀元前462年、ペリクレスは貴族派のキモンが出征中の不在を狙って、民主派のエフィアルテスとともにアレオパゴス会議の実権を奪い、全アテナイ市民による政治参加を促進した。翌年、キモンが陶片追放によって正式に国外追放されると、以後アテナイの最高権力者の地位を独占した。
ペリクレスは、アテナイの慣習に従い、彼の最も近い親戚の1人と結婚し、2人の息子、パラロスとクサンティッポスが生まれた。紀元前445年頃、ペリクレスは妻と離婚した。彼女の親戚の同意を得て、彼女を別の男と結婚させた。ペリクレスの最初の妻の名前は知られていない。ペリクレスと結婚する前はヒッポニコス3世の妻であり、この最初の結婚からカリアス3世の母親であったということが唯一の情報である。
離婚後、ペリクレスはアスパシアと長期的な関係を築き、二人の間には息子の小ペリクレスが生まれた。アスパシアは多くのアテナイの社交界の名士から高い評価を受けていたが、非アテネ人であったがため、多くの人々はペリクレスとの関係を批判した。政治的野心を持っていたペリクレスの息子、クサンティッポスでさえ、父親を誹謗中傷することを躊躇しなかった。
前444年から430年までの15年間、ペリクレスは毎年連続ストラテゴス＝「将軍職」に選出され、アテナイに全盛時代をもたらした。また、キモンが古くからの領地による富の再配分を行なっていたのに対し、ペリクレスは自ら積極的にアゴラでの売買を行い、アテナイが商業的なアゴラを推進するきっかけともなった。
この頃、ペルシア戦争に勝利したアテナイは全盛時代を迎えていた。大国ペルシアの脅威が薄れると、デロス同盟の盟主であったアテナイはその同盟資金を自己の繁栄のために流用するようになった。デロス同盟は対ペルシア防衛機関という本来の主旨を失い、いわゆる「アテナイ帝国」を支える機関へと変質を遂げていたのである。ペリクレスはデロス島において管理していた同盟資金をアテナイでの管理に移し、パルテノン神殿などの公共工事に同盟資金を積極的に流用してアテナイ市民の懐を潤した。
アテナイが同盟内のポリスに対して専制的に振る舞うようになると、同盟から離脱しようとするポリスとの間に対立が生じるようになる。また、ペルシア戦争の勝利に大きな貢献をしたもう一つの有力ポリススパルタもアテナイの動きを冷ややかに見ていた。

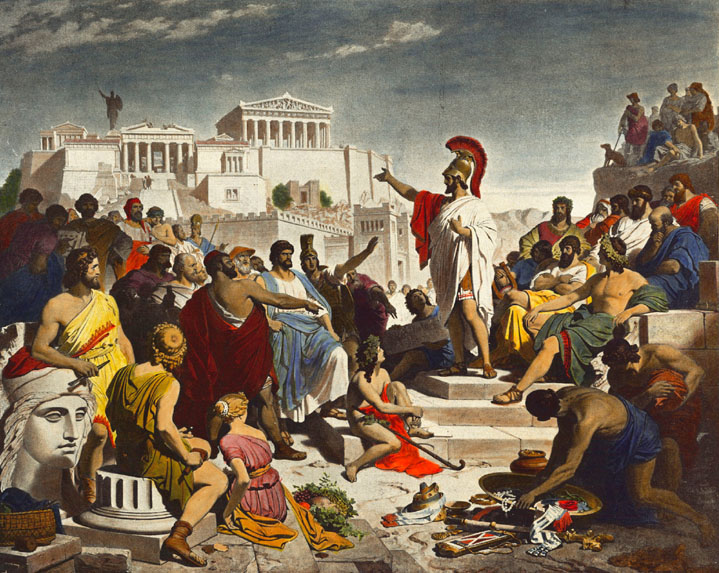
ペリクレスの葬儀演説（フィリップ・フォルツ画）

スパルタがデロス同盟から離反したポリスを支援するようになると、紀元前431年、両者の間に戦争が勃発した（ペロポネソス戦争）。ペリクレスは強力なスパルタ陸軍に対し籠城策をとり、海上決戦の機会を狙っていたが、翌年にアテナイの疫病が発生したことで多くの市民が犠牲となって急速に市民の支持を失った。この時に取った戦争方針から「防御的な行動で敵の疲弊を待ち、現状維持を狙う戦略」をペリクレス戦略と呼ぶことがある。
自らもアテナイの疫病に罹って没した。死の直前、アテナイの法律の変更により、アスパシアとの半分アテナイ人の息子・小ペリクレスにアテナイ市民権を与え、正当な相続人とした。これは、ペリクレス自身が市民権を両親がアテナイ人の人に限定する法律を提案したため、衝撃的な決断であった。

## 後世への影響
ペリクレスは弁舌に優れた政治家であった。格調高いペリクレスの演説は現代にまで伝えられ、欧米の政治家の手本となっている。
1954年に発行されたギリシャの旧50ドラクマ紙幣の肖像に使用されている。
また、紀元前432年に神域を荒らした事等に対する報復としてメガラに対して交易を禁止するメガラ法令(英語版)を発し、これは歴史上初の外交政策としての経済制裁ともされている。

## 名言
ペリクレスは演説において以下のようなやや美化された表現でアテナイやその国政を賞賛している。
- 「われらが従う政体は、他国の制度に追随するものではなく、他人を真似るよりむしろわれら自身が人の模範なのである。それは、少数者ではなく多数者の利益のために統治するが故に、民主政治という名で呼びならわされている。」
- 「アテナイの住民は富を追求する。しかしそれは可能性を保持するためであって、愚かしくも虚栄に酔いしれるためではないのである」
- 「貧しいことは恥ずべきことではない。しかし、その貧しさから脱しようと努めず、安住することこそ恥ずべきことであるとアテナイ人は考える」
- 「アテナイの住民は私的な利益を尊重するが、それは公的利益への関心を高めるためでもある。なぜなら私益追求を目的として培われた能力であっても、公的な活動に応用可能であるからだ」
- 「時の言うことをよく聴け。時はもっとも賢明なる法律顧問なり」
- 「アテナイでは政治に関心を持たない者は市民として意味を持たないものとされる」